# Józef Faà di Bruno
Józef Faà di Bruno właściwie Giuseppe Faà di Bruno (ur. 17 lutego 1815 w Alessandrii, zm. 18 kwietnia 1889 w Rzymie) – włoski ksiądz katolicki, generał pallotynów w latach 1869-1889.

## Życiorys
Ksiądz Józef Faà di Bruno urodził się w 1815 w Alessandrii we Włoszech, w rodzinie arystokratycznej. Święcenia kapłańskie przyjął w 1838.
W 1844, jako doktor teologii, po spotkaniu w Turynie ks. Rafała Melii - wiernego współpracownika ks. Wincentego Pallottiego, postanowił przybyć do Rzymu i zapoznać się bliżej z pallotyńską ideą Apostolstwa Katolickiego.
Mieszkając w rzymskim Kolegium Szlacheckim, głosił misje i rekolekcje wraz z księżmi z pallotyńskiej wspólnoty powstałej przy kościele świętego Zbawiciela. 
W 1845 ksiądz Faà di Bruno postanowił zostać stałym współpracownikiem Pallottiego i rok później złożył przyrzeczenia wiążące go z pallotynami. 
Zaraz potem ks. Pallotti skierował go do pracy w Anglii. Ks. Faà di Bruno był tam ojcem duchownym i prefektem studiów w klasztorze dla konwertytów pod Cheadle oraz - przez wiele lat - rektorem pallotyńskiej placówki w Londynie. 
Dzięki jego wielkiemu oddaniu, w 1863 uroczyście otwarto kościół świętego Piotra - największy podówczas kościół katolicki w Londynie. Prowadził również wiele dysput z niekatolikami. 3 marca 1869, dekretem Kongregacji dla Biskupów i Zakonników, został mianowany rektorem pallotyńskiego domu w Rzymie oraz przełożonym generalnym Kongregacji. Funkcję tę pełnił przez 20 lat. 
Ks. Faà di Bruno Szczególnie troszczył się o rozwój domów formacyjnych i dobre wychowanie przyszłych pallotyńskich księży. W czasie jego posługi otwarto pierwsze placówki Stowarzyszenia w Stanach Zjednoczonych Ameryki, Brazylii i Argentynie oraz (w 1887) rozpoczęto proces beatyfikacyjny ks. Wincentego Pallottiego na stopniu wyższym - apostolskim.
W chwili śmierci Faà di Bruna stowarzyszenie pallotynów liczyło 83 członków - w tym 31 księży, 40 kleryków i 12 braci - pracujących na 13 placówkach. 
Ks. Józef Faà di Bruno zmarł 18 kwietnia 1889 w Rzymie w wieku 74 lat. Spoczywa na cmentarzu Campo Verano.